# Delta Machine
Delta Machine és el tretzè àlbum d'estudi de la banda britànica de música electrònica Depeche Mode. La seva data de publicació fou el 22 de març de 2013 i fou enregistrat als Estats Units sota la producció de Ben Hillier i la remescla de Flood. Posteriorment van llançar una edició deluxe amb un disc addicional amb quatre cançons extres i un llibre de 28 pàgines que contenia fotos d'Anton Corbijn.
El 31 de gener de 2013 van publicar digitalment el primer senzill del disc, "Heaven", i la setmana següent la còpia física. La gira mundial per promocionar el disc començà el 4 de maig a Niça amb el títol de The Delta Machine Tour.

## Informació
Aquest disc tancava la trilogia d'àlbums realitzats amb la producció de Ben Hillier, iniciada amb Playing the Angel (2005) i continuada amb Sounds of the Universe (2009). La temàtica de les lletres realitzades per Gore i Gahan continua sent fosca i trista, fins i tot un punt més poderosa i gòtica que en els treballs anteriors.

## Llista de cançons
Totes les cançons foren escrites i compostes per Martin Gore, excepte les indicades. 
| Núm.          | Títol                  | Composició              | Durada |
| ------------- | ---------------------- | ----------------------- | ------ |
| 1.            | «Welcome to My World»  |                         | 4:56   |
| 2.            | «Angel»                |                         | 3:57   |
| 3.            | «Heaven»               |                         | 4:03   |
| 4.            | «Secret to the End»    | Dave Gahan, Kurt Uenala | 5:12   |
| 5.            | «My Little Universe»   |                         | 4:24   |
| 6.            | «Slow»                 |                         | 3:45   |
| 7.            | «Broken»               | Gahan, Uenala           | 3:58   |
| 8.            | «The Child Inside»     |                         | 4:16   |
| 9.            | «Soft Touch/Raw Nerve» |                         | 3:26   |
| 10.           | «Should Be Higher»     | Gahan, Uenala           | 5:04   |
| 11.           | «Alone»                |                         | 4:29   |
| 12.           | «Soothe My Soul»       |                         | 5:22   |
| 13.           | «Goodbye»              |                         | 5:03   |
| Durada total: | Durada total:          | Durada total:           | 57:55  |

| 1.            | «Long Time Lie»        | Gore, Gahan   | 4:25  |
| 2.            | «Happens All the Time» | Gahan, Uenala | 4:20  |
| 3.            | «Always»               |               | 5:07  |
| 4.            | «All That's Mine»      | Gahan, Uenala | 3:23  |
| Durada total: | Durada total:          | Durada total: | 17:15 |

| 5. | «Heaven» (Live Studio Session) | 3:52 |

## Posicions en llistes
| Llista (2013) | Posició | Certificació |
| ------------- | ------- | ------------ |
| Alemanya      | 1       | 3x Or        |
| Austràlia     | 16      |              |
| Canadà        | 2       |              |
| Espanya       | 3       | 1x Or        |
| Estats Units  | 6       |              |
| França        | 2       | 1x Platí     |
| Itàlia        | 1       | 1x Platí     |
| Japó          | 41      |              |
| Portugal      | 3       |              |
| Regne Unit    | 2       | 1x Plata     |

## Personal
Depeche Mode
- Dave Gahan – cantant
- Martin L. Gore – veus addicionals, guitarra, teclats, cantant ("The Child Inside", "Always")
- Andy Fletcher – teclats

Personal addicional
| - Christoffer Berg – programació - Anton Corbijn – projeccions, disseny, fotografia - Tomas del Toro-Diaz – ajudant d'enginyeria - J.D. Fanger – oficina Depeche Mode - Flood – mescles - Anja Grabert – projeccions - Ben Hillier – producció - Jonathan Kessler – management | - Rob Kirwan – enginyeria de mescles - Will Loomis – ajudant d'enginyeria - Daniel Miller – A&R - Ferg Peterkin – enginyeria - Drew Smith – ajudant de mescles - Bunt Stafford-Clark – masterització - Dan Tobiason – ajudant d'enginyeria - Kurt Uenala – programació addicional, enregistrament vocal |